# Christian Schmidt Brewing Company

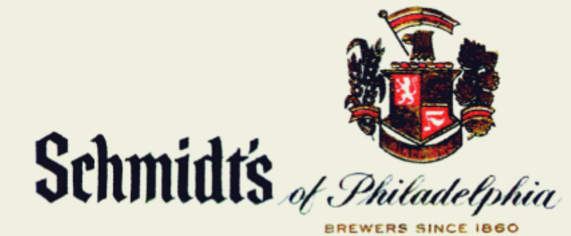
Logo der Schmidt-Brauerei

Die Christian Schmidt Brewing Company war eine US-amerikanische Brauerei in Philadelphia. Auf dem Höhepunkt ihres Erfolgs war sie die zehntgrößte Brauerei in den USA.

## Geschichte
1851 emigrierte der in Württemberg geborene Christian Schmidt in die USA und ließ sich in Philadelphia nieder. 1859 nahm er eine Anstellung in der Brauerei Robert Coutrennay’s an, zwei Jahre später wurde er Geschäftspartner und 1863 war er der alleinige Besitzer der nun umbenannten Christian Schmidt, Kensington Brewery.
Um 1880 produzierte die Schmidt-Brauerei weniger als 10.000 Barrel Bier. Man begann daraufhin, auch Lagerbier herzustellen. In den Folgejahren wuchs das Unternehmen durch Akquisition anderer Brauereien in Philadelphia (bspw. die Robert Smith Ale Brewing Company, gegründet 1774) und durch beständigen Ausbau der Produktionskapazitäten. 1892 erreichte man bereits einen Jahresausstoß von 100.000 Barrel – noch im selben Jahr stiegen Schmidt’s Söhne Henry C., Edward A. und Frederick W. in das Unternehmen ein, das man in C. Schmidt & Sons umbenannte. Drei Jahre später verstarb Firmengründer Christian Schmidt, sein Sohn Edward übernahm die Leitung der Brauerei.
Bis zu seiner Abdankung 1944 wuchs die Brauerei unter Edward Schmidt zu überregionaler Bedeutung. Um die Jahrhundertwende wurde die Schmidt-Brauerei ausgebaut: Unter anderem wurden Kühlmaschinen, Lagertanks, ein neues Brauhaus, Braukessel und ein Schornstein gebaut. Während der Prohibition wurde alkoholreduziertes Leichtbier hergestellt. Mit dem Ende der Prohibition wurde die Brauerei zu C. Schmidt & Sons, Inc. umfirmiert.
Der wirtschaftliche Aufschwung der Nachkriegszeit verhalf der Schmidt-Brauerei erneut zu Wachstum. 1944 waren bereits 421 Mitarbeiter bei der Schmidt-Brauerei angestellt. Frederick W. Schmidt übernahm das Amt des Firmenpräsidenten bis 1945 und wurde von Christian H. Zoller, einem Enkel des Firmengründers, abgelöst.
1958 wurde Carl von Czoernig, ein Urenkel des Firmengründers, Präsident der Brauerei. Von den 1950er- bis in die 1980er-Jahre wurden verschiedene Brauereien und Marken aufgekauft, um auch landesweite Bedeutung zu erlangen.
- 1954 wurde die Adam Scheidt Brewing Company in Norristown akquiriert. Bis 1960 wurde hier der Braubetrieb unter dem ursprünglichen Namen fortgesetzt, dann jedoch in Valley Forge Brewing Company umbenannt und schließlich 1965 unter dem Namen C. Schmidt & Sons weitergeführt. Arbeitskämpfe und eine schwierige Marktlage waren die Gründe, weshalb die Brauerei 1974 geschlossen wurde.
- 1963 wurde ein Standort der F. & M. Schaefer Brewing Company in Cleveland aufgekauft.
- 1971 kaufte die Schmidt-Brauerei den Produktionsstandort der Carling Brewing Company in Cleveland. Im Jahr 1972 erstand man alle Marken und Rechte der Duquesne Brewing Company. 1984 wurden die Standorte in Cleveland geschlossen.
- 1976 wurden die Rechte und Marken der Reading Brewing Company (Reading) gekauft.
- 1978 wurde die Erie Brewing Company (Erie) gekauft.
- 1980[1] wurde die Rheingold-Marke der Rheingold Breweries (New York City) gekauft.
- 1981 wurde die Henry F. Ortlieb Brewing Company aufgekauft. Es erfolgte eine Namensänderung zu Christian Schmidt Brewing Company.
- 1982 bot man 131 Millionen US-Dollar für die wesentlich größere Pabst Brewing Company – das Angebot wurde jedoch abgelehnt.

1964 wurde Schmidt-Bier bereits in vierzehn Bundesstaaten vertrieben. Man hatte einen Jahresausstoß von 2.000.000 Barrel erreicht. Circa 65 % des Absatzes wurde jedoch nach wie vor in Philadelphia und Region gemacht.
1975 verkaufte die Schmidt-Familie die Brauerei an William H. Pflaumer. 1980 war diese mit 3.600.000 Barrel Jahresausstoß die zehntgrößte Brauerei des Landes. In den Folgejahren sank der Jahresausstoß jedoch rapide. 1986 wurden nur mehr 1.600.000 Barrel produziert, was weniger als 1 % des US-amerikanischen Biermarktes entsprach. Aus Sicht des Einzelhandels lag der Abstieg am geringen Werbebudget.
Im April 1987 wurde die Schmidt-Brauerei an die G. Heileman Brewing Company verkauft und geschlossen, nachdem der Eigentümer William H. Pflaumer aufgrund von Steuerhinterziehung zu einer Gefängnisstrafe verurteilt worden war. Die Anlagen wurden an verschiedene Brauereien in den USA, Kanada, Mexiko und den Philippinen verkauft.
Im Jahr 2000 wurden die Gebäude und Grundstücke für 1,8 Millionen US-Dollar verkauft. Die Brauerei wurde 2002 abgerissen. Heute befinden sich dort Wohn- und Gewerbeanlagen.